# Llista de vocabulari capcinès
Aquesta llista de vocabulari capcinès recull una mostra significativa de lèxic propi del capcinès, un subdialecte del català septentrional parlat al Capcir. La llista conté termes també usats al Conflent i al Rosselló, però no n'han estat exclosos per tal de donar una mostra més completa del vocabulari capcinès.
La tria dels mots llistats s'ha fet a partir de les obres de referència citades a la secció Referències.
| Índex A B C D E F G H I J K L M N O P Q R S T U V W X Y Z |

## A
- Abans-gesire, abans-de gesir / gesire passat: abans-d'ahir o despús-ahir
- Acò: això en català septentrional i a Matamala. cf. oc. i falda del Canigó al Conflent
- Acofar (s'): ajupir-se, acatxar-se, acotxar-se
- Aigualatge: mullena que es produeix en les matinades d'estiu, per condensació del vapor d'aigua de l'atmosfera.[a]
- Aiguera: peça on es fa la fregarada i que serveix de cambra dels mals endreços
- Aixec (pescar a l'a.): eixugar el llit d’un riu per deixar-hi els peixos en sec
- Allongar (s'): allunyar-se, apartar-se. Conflent també
- Amairar: amaurar, fènyer pastar el pa amb les mans
- Ambe: amb, conservació del grup biconsonàntic com en català septentrional
- Amolet: esmolet. Septentrional amolet, amolaire
- Amprés o emprés: després
- Anders: cavalls de foc, ferros que sostenen la llenya de la llar
- Anglans: glans
- Anoll: vedell d'un any, també a Sort, Andorra, etc.
- Ans: abans
- Après: després, com en occità
- Aquell: aquest en català septentrional, com en occità aquel
- Araire: mot també del Conflent per arada o aper a les altres parles nord-catalanes (i llaurador?)
- Arnès: conjunt de guarniments d'una bístia de sella
- Asina: eina/aïna, com en occità aisina
- Aubergina: septentrional esbergínia, albergínia
- Aucell del pagès: cuereta Motacilla alba a Formiguera.[b]
- Aucell: forma etimològica molt estesa d'ocell, cf. oc. aucèl
- Aufert, aubert: ofert, obert com en occità veí

## B
- Baina: banya, per dissimilació de la consonant palatal
- Bala/bale: bàlec
- Baladosa: lloc on creixen els bàlec
- Baleguer: lloc on creixen els bàlecs
- Barballina: guspira, espurna. Vespilla en septentrional
- Bargueta: bragueta i, per eufemisme, membre viril
- Barquet: rentador, caixeta baixa i llarguera on les dones posen la roba de rentar
- Becet: bedollar. Lo Becet és el nom d'un lloc a Puigabalador
- Berbol: bertrol, ormeig per a pescar a les rieres compost d'algunes peces de xarxa en forma d'embuts. També al Conflent
- Boada o boer: segon ramat format pel bestiar utilitzat per les obres de llaurada, tragí de la llenya, de fems i collites i qualques vaques lleteres (i dos toros reproductors, segons Amédée Escach)
- Boera: pasturatge de bous
- Bojat -a: minyó -ona en català septentrional
- Bola (d'aigua): bombolla
- Bonaventura: fabària, bàlsam
- Bordegàs pel rossellonès minyó
- Borrec pel rossellonès moltó
- Borsa / botsa pel rossellonès bolsa, cf. català antic i occità, català central bossa
- Breny pel rossellonès grut, segó. cf. occità bren
- Bressa: bressol, bres
- Broc del pi: [bròk], agulles o pinassa que cau de l'arbre, Formiguera
- Broma-puja: Puigbaladó, o broma que puja (boira, broma baixa)

## C
- Cabra: barra de fusta horitzontal subjectada per dues barres més petites encreuades i fixades per unes fustes planes, que serveix de cavallet per a serrar la fusta
- Cadenot: baula, balda
- Cagarrilla: excrement de l'ovella, cagarulla, cagarota
- Calfar: cf. català antic, occidental i més, pel català central escalfar
- Calla: cf. oc. calha per guatlla en català septentrional
- Canilla en lloc d'eruga del català septentrional
- Cansat: malalt
- Capdellà (al de): al capdamunt de
- Carcanet: vent de gregal, fred i de vegades un xic humit, que sol portar grans nevades a l'hivern. Bufa fins a Cerdanya
- Carretera: sender, en un bosc
- Carriol: carrereta, carrerola: bolet
- Carrioleta: carrereta, carrerola: bolet
- Cavilla en lloc de clavillar del català septentrional, cf. oc. cavilha
- Clavell: clau cf. oc. clavèl
- Cogar: covar
- Cogoma: cogomella Agaricus campestris
- Com: [ku] als Angles
- Condusir: conduir
- Corbillat: corb jove
- Corriola: carrereta, carrerola: bolet
- Corriolera: lloc de corrioles
- Corrioleta: carrereta, carrerola: bolet
- Cortilla: cort de porcs i cortina
- Cotell: llat. CULTELLU cf. occità cotèl i cat. antic coltell, per ganivet a la resta de la Catalunya nord
- Creballa: clivella, escletxa
- Cresta: broma o escuma de la llet, cf. Serrallonga, Elna, ap. BDC, ix, 35
- Creusol: cf. oc.? gresol, cresol
- Cruu: cru, femení crusa
- Cuga: cua

## D
- Dar: donar
- Davallar: Als Angles cf. oc. i cat. antic
- De dellà de: més enllà de
- Decembre: desembre cf. oc.
- Dejunar: al costat d'esmorzar, desdejunar cf. oc.
- Dejús: sota, davall.
- Demandar: demanar cf. oc. i cat. antic
- Derna: grill de taronja
- Desnusador: articulació. Desnoïllador en septentrional
- Digús / dingú: ningú, ningús/dingús en català septentrional. Dilluns es pronuncia dillús
- Dimenge: diumenge
- Diu: déu com en occità dieus, exceptat a Real, Font-rabiosa i Formiguera on empren déu
- Dorbir / drobir: obrir
- Dors: occitanisme i arcaisme per esquena
- Drap: llençol, occitanisme o gal·licisme
- Dunoll: genoll, com enjondre

## E
- E: i cf. oc. i cat. antic. Als Angles i Real s'empra i
- Eixorquillat: malaltia dels unglots del bestiar. També a la Cerdanya
- Embauçar: estimbar, esbalçar
- Embelic: llombrígol, melic a Formiguera, cf. oc.
- Embut: fig geo engolidor, xuclador, com ara l'Estany del Diable. Sentit figurat comú a tots els Pirineus
- Emprés: després cf. rossellonès
- Engany: pronúncia de Enguany
- Engranera / engranyera: escombra, com en català septentrional, que també coneix escombra. Engranièra en occità
- Ensendemà: l’alterna amb l'endemà cf. Tortosa, val., mall
- Entendre: cf. oc. per sentir, oir a Font-Rabiosa
- Entostassar: enterbolir, embrutir, parlant de la calor. «L'estar-me massa a la vora de la llar m'entostassa el cap». cf. oc. estustassar
- Entrelluscada: crepuscle, cf. entrelluscat a Ceret
- Enutjar s': avorrir-se. Conjugat amb so despalatalitzat: Elles s'enugen
- Erbill: serp de 20cm de llarg, negra o grisa i lluent, sense ulls, de picada mortal. Noia, escanyacavalls o anull a Catalunya del Nord, cf. oc. Naduèlh. L'erbill, si ulls tenia, pare i mare mataria.
- Ernya: neguit
- Escadena: cadena
- Escanar: escanyar, ennuegar
- Escarda: estella, a la pell
- Escornar: escapçar
- Esmordatxes: cf. cerdà, molls o tenalles. Septentrional esmordaixes
- Espelit: nat, occitanisme. Espellir en septentrional i adoptat per l'IEC és un occitanisme per descloure
- Espéller: espellir en català septentrional
- Espinats o espinarcs, com en septentrional: espinacs
- Estaupinyar: passar un objecte pesant damunt d'un terreny bonyegut a causa de l'acció de les talpes per a allisar-lo. Formiguera.
- Estossegar: tossir

## F
- Fenestra: finestra, com en català antic i occità
- Ferr: ferro, com en occità veí?
- Ferrat: ferrada, galleda cf. Conflent
- Ferri: ferro, com en occità veí?
- Fillota: nena cf. oc.
- Força: molt cf. ross. plur. m. forcis
- Fuguet: fuet cf. oc.
- Fuïna: mostela, Mustela nivalis. No sembla gal·licisme.[c]
- Fumer: femer

## G
- Gall: guenyo, estràbic. Gaio en rossellonès.
- Garravina: gavarrera
- Gèrsits: gerds
- Gesire [jesie] en general o gesir [jesí] Els Angles o gesirs [jesís] Puigbalador: ahir
- Gicar: deixar, també a Cerdanya i Pirineu
- Ginat: dit també gener
- Girola : gírgola Cantharellus cibarius; occitanisme o francisme?
- Gojat -a / bojat -a: minyó -ona en català septentrional
- Golfo: galfó, frontissa
- Granissa: pedra, fenomen meteorològic
- Granpapa/granmama / granpaire/grammaire / grandamaire: avi/àvia, occitanisme o francisme?
- Grapau: gripau cf. Septentrional grapal, grapaut
- Graula: grua, ocell
- Gronsar: gronxar als Angles
- Gruga: grua
- Guardabosc: guardatermes, en septentrional guardaterra
- Gustar: agradar, que també s'hi usa. «[jo] gusti molt lo bacallà» al diccionari francès-català rossellonès d'en Blanic

## H
- Herba de sant Joan: fabària, bàlsam
- Herla pel rossellonès helra, hedra o heura
- Hora: pronunciat amb u. Cf. occità

## I
- Irondela: oreneta, per orèndol, orendola en septentrional. occitanisme

## J
- Julles: corretges que subjecten el bou. Cf occità julhas
- Jument: m. bèstia de càrrega, i especialment la femella de l'ase

## L
- Lampar: beure d'un tret
- Lençol: llençol segons Amédée Escach. cf. oc.
- Lendern: cf. oc. Landièr per capfoguer
- Llarer: llar del foc. També a l'Alt Conflent
- Llauraire: llaurador
- Llebrat: llebretó, llebretí llebre petita o jove, llebraut en català septentrional
- Llen: lluny
- Llepissol: papissot
- Llimau: llimac cf. Septentrional
- Llivi: lleva, barra que serveix d'alçaprem.[d] A la Cerdanya, barra de tres metres de llarg, amb un forat a cada cap, per a estirar amb el parell de bous diverses eines del camp.
- Llufa de ca: f pet de llop. cf. oc.

## M
- Mainada: f nen, nin. cf. cerdà i oc.
- Maire, paire: mare, pare tret de Matamala i els Angles
- Maixella: barra, mandíbula
- Major, majora: avi/àvia a Real. com en eivissenc
- Malaut o malalt: forma etimològica, sense pronunciar-ne la T
- Mancos: menys, cf. ross.
- Manjar: menjar, cf. oc.
- Margarideta: marieta. Fent-la pujar al dit es deia: Margarideta, margarideta, mostrar-me el camí del cel, que jo et donaré pa, vi i mel
- Margue: mànec. occitanisme, també Alt Conflent, Vingrau
- Mas que? o mes que: a condició que, fr. pourvu que
- Menell: dit menell, menovell
- Mi llà: vet allà
- Mill: blat d'índia en català septentrional
- Ministre: porc de la casa que s'engreixa i s'avicia
- Molí fuster: molina o serradora, antigament molí serrador
- Molina de ferr: ant. farga
- Molina fustera: molina o serradora, antigament molí serrador
- Moliner: molina segons Amédée Escach
- Molsa: llac, llot, pòsit, solatge
- Mólser pel rossellonès molsir, munyir
- Mor: morro, sovint en plural, pel qual també s'hi empra morros
- Mosolla: medul·la
- Mosquilla: mosquit o conjunt de mosquits? o mosca petita?

## N
- Nabina: camp de naps segons El parlar de Cerdanya ed. Salòria
- Naut: alt, pronunciat naut, també existeix la forma alt. Nalt en català septentrional. A naut : a dalt
- Nusar: nuar
- Nuu: nu, pronunciat nuw, o new amb la U capcinesa, ço és semblant a la e neutra del mallorquí però més arrodonida; també existeix en balear i andorrà

## P
- Paire, maire: pare, mare, tret de Matamala i els Angles
- Pairí, ina: padrí, -na
- Papillota: papallona. occitanisme?
- Parrot / perrot: gendarme, carrabiner, guàrdia encarregat d'impedir el pas fraudulent d'articles de comerç, també Plana de Vic, Penedès
- Pausar: posar
- Peira: pedra, arcaisme i occitanisme
- Pepí, pina / pipí/ pipina: iaio-a, jai-a. occitanisme
- Peso/pevo: pèsol. pèvol al Conflent
- Pic: eina de llenyataire[e]
- Pica: aigüera, pila
- Picaire: llenyataire
- Plau a Font-rabiosa per plou, verb ploure
- Plus: més, cf. oc.
- Pogal: poal o dorc càntir, gerra gran en català septentrional
- Poirit, -ida: podrit, - ida
- Poisó: verí, del llatí potione beguda’, occitanisme
- Polideta: mostela. cf. occità. polida a l'Alt Conflent
- Poll: gall en català septentrional
- Pollet: pollastre, francesisme? occitanisme?
- Pomiller: gavarrera, occitanisme?
- Porta-thi pla: passa-ho bé
- Posoll: poll, bestiola
- Posquer: a Riutort, enjondre poguer. cf. oc.
- Pot: llavi, morros. Català septentrional potó, occità poton que creuat amb pet ha donat petó en català central
- Pou: [pu] alterna amb [pów] en septentrional
- Prèdi: f. prèdica. cf. ross. prèdic f.
- Prés: prop de, francesisme? occitanisme?
- Pumbufa: bufa, bufeta, veixiga

## Q
- Qualsevulgui: qualsevol, qualsevulla

## R
- Raia: rajada peix
- Rata panada: rata penada, rata penera o pinyada en ross.
- Rata pinyada: rata penera o pinyada en ross.
- Ràvet: rave. cf. ross. ràvec
- Rec: còrrec en toponímia. cf. Cerdanya
- Reguer: encarregat d'un rec, baner -guardià de la propietat rústica- a la Llaguna
- Reguera: desguàs als camins, també a Cerdanya
- Reinet: reietó, reiet (ocell)
- Revirar (se revirar): regirar-se
- Rictor: [rittú], rector. Pronunciat com en occità
- Rigola: rodera o reguerot, de l'oc. regòla, diminutiu de rèc
- Roada: rosada
- Roellassa: bolet anàleg a girola, gírgola però distint
- Rogasons: rogacions
- Romaguera: dona pretensiosa
- Ronclar: roncar
- Rosell / roell: rovell de l'ou
- Roselló / rosilló: rovelló, també emprat
- Rota: senda en el bosc
- Ruet: fus
- Ruscla: rusca

## S
- Salimandra: salamandra
- Salit / salits: sing. Sàlit. L'ALDC el dona per vim però l'informador diu que no és el veritable. Són plantes semblants
- Salit ploraire: salze ploraner/plorador/ploraire. Salze ploraire/plorós/plorant en septentrional
- Sansua: sangonera, sangonella, cf. oc. i Ross. Sangsuga, sunsuga, sangonilla
- Sautarell: llagosta de terra, pallagostí en català septentrional, com en occità saltarèl?
- Secutre: secudir, sacsar
- Sem: m. Llavor, sement
- Semenar: sembrar. cf. oc.
- Senyar: fer la guinyada
- Sènyer / sènyir: senyor, amb E tancada. cf. oc.
- Sigur: amb R pronunciada, segur. cf. oc.
- Solar: sabata, cf. oc.
- Solell: a Formiguera en frases com 'hi toca el solell' i no per a l'astre pròpiament dit
- Soquet: piló de soca damunt la qual es talla la llenya
- Sugrà: arç blanc, cf. Conflent i oc.

## T
- Talent: cf. oc., com en conflentí, balear, empordanès, pallarès, ribagorçà... per fam en català septentrional
- Tampar: al costat de tancar, cf. oc.
- Taure: toro, probable manlleu a l'occità com a l'Alt Conflent
- Tavà: tàvec
- Tenesó: teneó, Cerdanya, Camp de Tarr. Remor llunyana, fonda, poc clara, com la d'una tronada que s'acosta o la d'un riu llunyà
- Tenguer: tenir o tinguer/tenre en septentrional
- Tet: terrat/teulat en català septentrional, cf. cat. antic i oc. teit. També a la Vall d'Àneu.
- Tira: senda incurvada, estreta, de recorregut accidentat, de vegades molt rosta
- Tixeire: teixidor, com en català septentrional, que també coneix aquesta darrera forma
- Toalla: tovalló, cf. cat. antic i oc. toalha. Sen diu tovallola en septentrional i estovalla a l'Alt Conflent
- Trescalam: herba foradada o de Sant Joan, Hypericum perforatum. Tresclam al Conflent i al Vallespir, oc. trescalam
- Triba / barrina: eines
- Trona / truna: golfes, part coberta més alta de la casa, sota el teulat, on es guarden els mals endreços.[f]
- Trumfa: patata
- Txot: xot als Angles, com en occità
- Txumineia, txumeneira, tximeneira, txumenella pel rossellonès tximenella, ximeneia, ximeneja (també cerdà), simeneja, txumeneira, txumenella, txuminella, txumineia

## U
- Uò: [wò] per Sí, com en occità de Carcassona, cf. òc [ɔ(k)] occità.
- Urjol: urçol, mussol. Com a l'Alt Conflent

## V
- Verm: cuc, que també es retroba a una part del Rosselló
- Vestidura: vestit
- Viell: vell, que alterna amb aquesta forma a Rosselló
- Vira-solell: gira-sol, cf. oc. virasolelh
- Visar: guinyar, cf. oc?

## X
- Xinxola / xinxoleta pel nordcatalà sanglantana, singlantana (sargantana).[g]
- Xurrac: xerrac